# Amnesia (chanson de Roxen)
Pour les articles homonymes, voir Amnesia.
Chansons représentant la Roumanie au Concours Eurovision de la chanson
Alcohol You
(2020)
Singles de ROXEN
How To Break a Heart
(2020)
Clip vidéo
[vidéo] « Amnesia », sur YouTube
Amnesia est une chanson de la chanteuse roumaine ROXEN, sortie dans sa version actuelle le 4 mars 2021. Cette chanson représente la Roumanie lors du Concours Eurovision de la chanson 2021 qui prend place à Rotterdam, aux Pays-Bas.

## Concours Eurovision de la chanson 2021

### Sélection interne
À la suite de l'annulation du Concours Eurovision de la chanson 2020 à cause de la pandémie de Covid-19, le radiodifuseur national roumain TVR annonce que Roxen sera à nouveau la représentante de la Roumanie pour l'édition suivante, en 2021.

### À l'Eurovision
La chanson sera interprétée en deuxième partie lors de la première demi-finale, le 18 mai 2021, étant donné que la répartition des pays participants aux demi-finales reste la même que celle décidée en 2020. En cas de qualification, la chanson pourrait être de nouveau interprétée lors de la finale du 22 mai 2021.